# Pfaffenhofen (Jesenwang)
Pfaffenhofen ist ein Ortsteil der Gemeinde Jesenwang im oberbayerischen Landkreis Fürstenfeldbruck. 

## Lage
Das Kirchdorf liegt circa einen Kilometer nördlich von Jesenwang und ist über die Kreisstraße FFB 2 zu erreichen. 
Am 1. Mai 1978 wurde die bis dahin selbstständige Gemeinde Pfaffenhofen nach Jesenwang eingegliedert.

## Baudenkmäler
Siehe auch: Liste der Baudenkmäler in Pfaffenhofen
- Katholische Filialkirche St. Georg

## Bodendenkmäler
Siehe: Liste der Bodendenkmäler in Jesenwang